# إليزابيث أولسن
إليزابيث تشيس أولسن (بالإنجليزية: Elizabeth Chase Olsen) وُلدت في 16 فبراير 1989، هي ممثلة أمريكية، نالت شهرة عالمية بفضل تجسيدها لشخصية واندا ماكسيموف / الساحرة القرمزية في عالم مارفل السينمائي، حيث ظهرت في أفلام مثل "المنتقمون: عصر ألترون" (2015)، و"دكتور سترينج في الأكوان المتعددة للجنون" (2022)، والمسلسل القصير "واندا فيجن" (2021)، الذي رشحت عنه لجائزتي إيمي برايم تايم وغولدن غلوب.
وُلدت أولسن في شيرمان أوكس، كاليفورنيا، وبدأت التمثيل في سن الرابعة إلى جانب شقيقتيها التوأم الشهيرتين ماري-كيت وآشلي أولسن. كان أول ظهور سينمائي بارز لها في فيلم الإثارة "مارثا مارسي ماي مارلين" (2011)، الذي نالت عنه إشادة نقدية واسعة، كما رُشحت لجائزة بافتا للنجم الصاعد. بعد ذلك بعامين، تخرّجت من جامعة نيويورك.
بعيدًا عن أعمال مارفل، شاركت أولسن في عدة أفلام متنوعة منها فيلم الوحوش "غودزيلا" (2014)، وفيلم الغموض "نهر الرياح" (2017)، ودراما الكوميديا السوداء "إنغريد تذهب إلى الغرب" (2017)، و"بناته الثلاث" (2024). كما لعبت دور أرملة في مسلسل الدراما "آسفة لخسارتك" (2018–2019)، وجسّدت شخصية كاندي مونتغمري في المسلسل القصير "الحب والموت" (2023)، والذي نالت عنه ترشيحًا جديدًا لجائزة غولدن غلوب.

## الأعمال

### أفلام
| السنة | الفيلم                                    | الدور                             |
| ----- | ----------------------------------------- | --------------------------------- |
| 2011  | Martha Marcy May Marlene                  | مارثا / مارسي ماي / مارلين لويس   |
| 2012  | Red Lights                                | سالي أوين                         |
| 2012  | Silent House                              | سارة                              |
| 2012  | Peace, Love & Misunderstanding            | زوي                               |
| 2012  | Liberal Arts                              | زايبي                             |
| 2013  | اقتل أعزائك                               | إيدي باركر                        |
| 2013  | الفتى العجوز                              | ماري سيباستيان / ميا دوسيت        |
| 2014  | In Secret                                 | تيريز راكوين                      |
| 2014  | كابتن أمريكا: جندي الشتاء                 | واندا ماكسيموف / سكارليت ويتش     |
| 2014  | بنات جيدات جدا                            | جيري فيلدز                        |
| 2014  | غودزيلا                                   | إيلي برودي                        |
| 2015  | المنتقمون: عصر ألترون                     | واندا ماكسيموف / سكارليت ويتش     |
| 2015  | I Saw the Light                           | أودري وليامز                      |
| 2016  | كابتن أمريكا: الحرب الأهلية               | واندا ماكسيموف / سكارليت ويتش     |
| 2017  | إنغريد تذهب للغرب                         | تايلور سلون                       |
| 2017  | ويند ريفر                                 | جين بانر                          |
| 2018  | Kodachrome                                | زوي كيرن                          |
| 2018  | المنتقمون: الحرب اللانهائية               | واندا ماكسيموف                    |
| 2019  | المنتقمون: نهاية اللعبة                   | واندا ماكسيموف                    |
| 2022  | دكتور سترينج في الأكوان المتعددة المجنونة | واندا ماكسيموف / الساحرة القرمزية |
| 2023  | His Three Daughters                       | كريستينا                          |
| 2024  | The Assessment                            | ميا                               |

## وصلات خارجية
- إليزابيث أولسن على موقع IMDb (الإنجليزية)
- إليزابيث أولسن على موقع ميتاكريتيك (الإنجليزية)
- إليزابيث أولسن على موقع الموسوعة البريطانية (الإنجليزية)
- إليزابيث أولسن على موقع روتن توميتوز (الإنجليزية)
- إليزابيث أولسن على موقع قاعدة بيانات الأفلام العربية
- إليزابيث أولسن على موقع ألو سيني (الفرنسية)
- إليزابيث أولسن على موقع ميوزك برينز (الإنجليزية)
- إليزابيث أولسن على موقع تيرنر كلاسيك موفيز (الإنجليزية)
- إليزابيث أولسن على موقع أول موفي (الإنجليزية)
- إليزابيث أولسن على موقع بوكس أوفيس موجو (الإنجليزية)